# Tsjambarak
Tsjambarak (Armeens: Ճամբարակ) is een stad in Armenië. Deze stad ligt in de marzer (provincie) Gegharkoenik.
Zij stond bekend als Mikhaylovka tot 1920, Karmir Gyugh tussen 1920 and 1972 en Krasnoyelsk tussen 1972 and 1991.
De stad is als Mikhaylovka gesticht door Russische emigranten in de jaren tussen 1835 en 1840, aan de rivier de Getik. Karmir Gyugh en Krasnosyelsk betekenen in Armeens, respectievelijk Russisch beide de rode stad.
Abovjan · Agarak · Achtala · Alaverdi · Aparan · Ararat · Armavir · Artasjat · Artik · Artsvasjen · Asjtarak · Berd · Bjoeregavan · Dastakert · Darakert · Dilidzjan · Dzjermoek · Etsjmiadzin · Gavar · Goris · Gjoemri · Hrazdan · Idzjevan · Jechegnadzor · Jegvard · Kadzjaran · Kapan · Maralik · Martoeni · Masis · Megri · Metsamor · Nojemberjan · Nor Hatsjen · Odzoen · Sevan · Sisian · Sjamloeg · Spitak · Stepanavan · Talin · Tasjir · Toemanjan · Tsachkadzor · Tsjambarak · Tsjarentsavan · Vajk · Vanadzor · Vardenis · Vedi · Jerevan